# Denys Begbie
Denys Lloyd Glynn Begbie (ur. 21 listopada 1921 w Blackheath, zm. 5 grudnia 2013 w Brighton) − brytyjski inżynier wojskowy i cywilny, brygadier wojsk inżynieryjnych, weteran II wojny światowej.

## Życiorys
Po ukończeniu Cheltenham College podjął studia inżynierskie na Uniwersytecie Bristolskim. W 1940 roku wstąpił do Royal Engineers, dwa lata później uzyskał awans oficerski. W 1943 roku został wysłany do Afryki Północnej (w drodze przeżył storpedowanie statku, którym płynął), walczył w szeregach 1. Armii w Tunezji, a następnie 8. Armii w kampanii włoskiej. 16 września 1944 roku, dowodząc plutonem saperów 501 kompanii, wyróżnił się naprawiając pod ogniem nieprzyjacielskim strategicznie ważny most w pobliżu San Marino. Został odznaczony Military Cross.
Po zakończeniu wojny służył między innymi w Cyrenajce, strefie Kanału Sueskiego, kwaterze głównej Far East Land Forces w Singapurze oraz przy budowie ośrodka badań nad bronią jądrową na Wyspie Bożego Narodzenia. W 1967 roku wyróżnił się podczas przenoszenia kwatery głównej dowództwa wojsk NATO z Francji do Belgii, co przyniosło mu odznaczenie Orderem Imperium Brytyjskiego. Po okresie służby w Ministerstwie Obrony, w 1976 roku odszedł do cywila w stopniu brygadiera.
Wykorzystywał swoje doświadczenie pracując między innymi przy konstrukcji Thames Barrier, a następnie jako członek władz Institution of Civil Engineers. W 1986 roku został wybrany do rady hrabstwa West Sussex. Był prominentnym działaczem stowarzyszenia weteranów Royal Engineers, współautorem XI tomu The History of the Corps of Royal Engineers, prezydentem lokalnej organizacji The Royal British Legion.
Zmarł w Royal Sussex County Hospital w Brighton w wyniku obrażeń odniesionych po potrąceniu przez samochód w pobliżu swego domu w Newick.